# Wikro
Wikro is een historisch merk van motorfietsen.
De bedrijfsnaam was: W.G. Kraus & Co., Maschinenfabrik, Köln-Höhenberg.
Duits merk dat vanaf 1924 motorfietsen maakte die veel leken op de Engelse Toreador-modellen. De machines waren voorzien van een oud type 346cc-Precision-blok. Pas in 1925 kwamen er modellen met modernere 347- en 497cc-Blackburne-zijkleppers, maar in 1926 verdween het merk van de markt.